# Цингерле, Игнатий
Игнатий Винценц Цингерле Эдлер фон Зуммерсберг (нем. Ignaz Vinzenz Zingerle Edler von Summersberg; 6 июня 1825—17 сентября 1892) — немецкий филолог. Был профессором немецкого языка и литературы в Инсбруке.
Его труды:
- «Sagen aus Tirol» (2 изд., Иннсбрук. 1891);
- «Tirol. Natur, Geschichte, Sage» (Иннсбрук, 1852,2 изд. 1877);
- «Tirols Volksdichtungengen und Volksgebrä uehe» (с Йозефом Цингерле, т. I, Иннсбрук, 1852; 2 изд. Гера, 1870; т. II. Регенсбург, 1854);
- «Sitten, Bräuche und Meinungen des Tiroler Volkes» (2 изд., Иннсбрук, 1871);
- «Schildereien aus Tirol» (Иннсбрук, 1875 и 1888);
- «Tirolische Weistümer» (Вена, 1875—85, в сотрудничестве с Инама-Штернеггом и И. Эггером);
- «Die deutschen Sprichwörter im Mittelalter» (2 изд., Иннсбрук, 1873);
- «Das deutsche Kinderspiel im Mittelalter» (2 изд. Иннсбрук, 1873) и др.

Из беллетристических его произведений самое значительное — «Der Bauer von Longvall» (Франкф.-на-Майне, 1874).